# アイリーン・美緒子・スミス

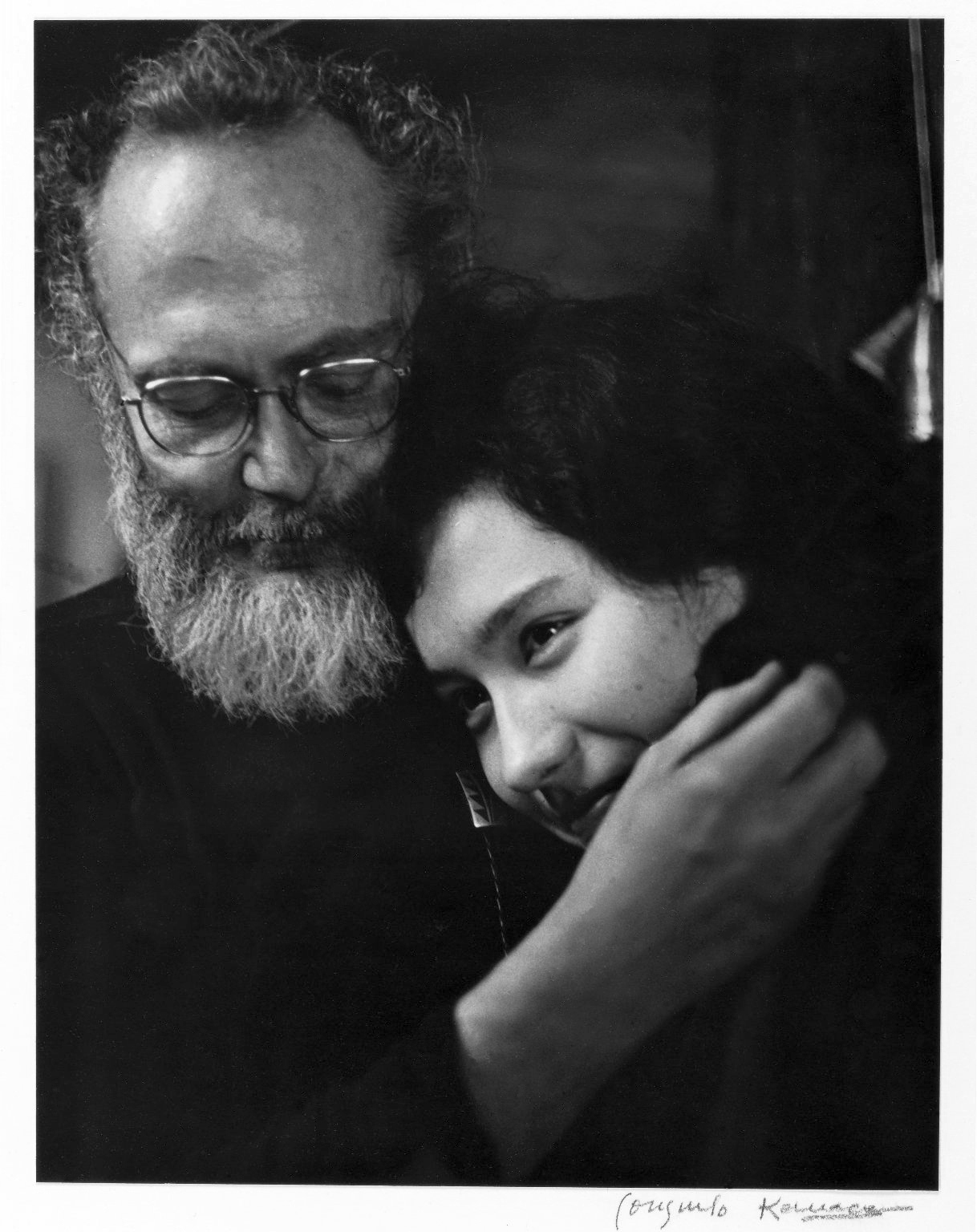
アイリーン美緒子スミス。夫のユージンと

アイリーン・美緒子・スミス（アイリーン・みおこ・スミス、1950年 - ）は、日本の写真家、通訳者、環境ジャーナリスト。
環境市民団体グリーン・アクション代表。
旧姓スプレイグ。元夫で米写真家のユージン・スミス（1918 - 1978）と水俣で3年間生活をしながら水俣病の被害を撮影。1975年に写真集「MINAMATA」をユージンと出版し、実態を世界に告発した。写真の著作権管理組織アイリーン・アーカイブを主宰。

## 人物
米国人の父と日本人の母の間に東京で生まれた。米スタンフォード大学在籍中の1970年、日本の富士フイルムのCM制作に通訳兼コーディネーターとして携わり、CMに出演したユージン・スミスと出会う。ユージンから仕事の支援を頼まれ、1971年に結婚。
2人で日本に移り、水俣で暮らしながら取材を開始。通訳を務めながら、ユージンの指導で自らも写真を撮影した。水俣病の患者や家族の日常、原因企業チッソと闘う人々の姿を写した夫婦共作の写真集「MINAMATA」を1975年に米国で出版（1980年に日本語版）し、水俣病を世界に知らしめた。
ユージンの死後、米コロンビア大学で環境科学修士。1980年代から反原発運動を展開。1991年、グリーン・アクションを設立。環境保護活動を続けている。

## 略歴
- 1950年　東京で生まれる。アメリカ人の父と日本人の母をもつ。
- 1955年　両親の離婚により父方に引き取られ、父と継母と異母弟2人と東京で暮らす。西町インターナショナルスクールに通う[5]。
- 1961年　セントルイスの父方祖父母に引き取られ、クリスチャン・サイエンスの信者が通うプリンシビア小学校に転入[5]。
- 1962年　父の母校でもあるクリスチャン・サイエンス派のプリンシビアスクールに進学[5]。
- 1968年　スタンフォード大学に入学。
- 1970年　富士フイルムのコマーシャル制作に通訳として携わり、ユージン・スミスと出会う。
- 1971年　32歳上のユージンと結婚。夫婦で水俣に移住。
- 1975年　離婚。
- 1978年　ユージン死去。
- 1991年　環境市民団体グリーン・アクションを設立。現在も代表を務める[6]。

## 家族
- 母方祖父・山口鉄彦 (1898年生) - 山口半六、山口鋭之助の甥、山口多聞の弟。1929年に服毒自殺。
- 母方祖母・桂子（1905年生） - 岡崎久次郎の長女。叔父に岡崎勝男。
- 母・美智子（1925年生） - 父親の自殺により、双子の妹・美緒子とともに母方実家で母の妹として育つ。婚約者（叔父の後輩の慶大生）が戦死し、失意から自殺未遂したが、蜂須賀侯爵邸のダンスパーティで夫と知り合い、1949年に結婚。アイリーンを儲けたのち1955年に離婚。渡米しUCLA附属の歯科助手養成学校に通い、現地の歯科医院に就職、隣人だったアメリカ人男性と再婚した[7]。
- 父・ウォーレン・スプレイグ - セントルイス出身のアイルランド系アメリカ人。GHQ将校として来日し、化学製品を扱う貿易会社を日本で経営。美智子と離婚後アイリーンを引き取り、1957年に自身の秘書と再婚し二男を儲けた[7]。
- 夫・ユージン・スミス、中尾ハジメ、他1名。

## 作品と著作権管理
代表作は、1972年米「ライフ」誌に掲載されたユージンとの共作「入浴する智子と母（Tomoko and Mother in the Bath）」。神秘的な美しさと被害の悲惨さを伝える作品として世界に知られたが、後に遺族の意向を踏まえて封印。写真の著作権管理組織アイリーン・アーカイブを設立し、管理してきた。しかし、水俣病の公式確認から65年となる2021年、ジョニー・デップ製作・主演の映画「MINAMATA-ミナマタ-」公開を機に封印を解いた。

## 著書
- ユージン・スミス、アイリーン・M. スミス『水俣 生―その神聖と冒涜』創樹社、1973年。

- Smith, Eugene; Smith, Aileen M. (May 1975). MINAMATA. New York: Holt, Rinehart and Winston
  - ユージン・スミス、アイリーン・M. スミス 著、中尾ハジメ 訳『写真集 水俣』三一書房、1980年1月。
  - 中尾ハジメ 訳『写真集 水俣』（【普及版】）三一書房、1982年2月。
  - 中尾ハジメ 訳『写真集 水俣』（【新装版】）三一書房、1991年12月。ISBN 978-4380912450。
  - 中尾ハジメ 訳『MINAMATA』クレヴィス、2021年9月。ISBN 978-4909532664。

## 評伝
- 石井妙子『魂を撮ろう―ユージン・スミスとアイリーンの水俣』文藝春秋、2021年9月。ISBN 978-4163914190。